# The End Complete
The End Complete è il terzo album in studio del gruppo musicale statunitense Obituary, pubblicato nel 1992 dalla Roadrunner Records.
Si tratta del disco che ha ottenuto il maggior numero di copie vendute tra quelli del gruppo, ed è forse il loro disco dalle atmosfere più lugubri ed opprimenti. Nella versione rimasterizzata del 1998 sono state aggiunte due tracce live: I'm in Pain e Killing Time.

## Tracce
Testi di Trevor Peres, Donald Tardy e John Tardy, eccetto dove indicato, musiche di Obituary.
1. I'm in Pain – 4:01
2. Back to One – 3:42 (testo: Donald Tardy, Allen West)
3. Dead Silence – 3:21 (testo: Donald Tardy, Allen West)
4. In the End of Life – 3:41
5. Sickness – 4:06
6. Corrosive – 4:11
7. Killing Time – 3:59 (testo: Donald Tardy, Allen West)
8. The End Complete – 4:03
9. Rotting Ways (Donald Tardy, Allen West) – 5:13

## Formazione
- John Tardy - voce
- Trevor Peres - chitarra
- Allen West - chitarra
- Frank Watkins - basso
- Donald Tardy - batteria